# Andreas Vaher
Andreas Vaher (* 15. April 2004 in Tallinn) ist ein estnischer Fußballspieler.

## Karriere

### Verein
Vaher begann das Fußballspielen beim Tallinner Stadtteilverein FC Nõmme United. Nach einer Leihe in die U21 des estnischen Rekordmeisters Flora Tallinn wechselte er zur Saison 2021/22 in die Jugend des italienischen Zweitligisten SPAL Ferrara. Nachdem er in seiner ersten Saison in Italien hauptsächlich in der U18 gespielt hatte, mit der er zweimal Meister wurde, absolvierte Vaher in der Hinrunde der Saison 2022/23 fast jedes Spiel in der U19 über 90 Minuten. Daraufhin wechselte er in der Wintertransferphase zum SC Freiburg. Dort stand er mehrfach im Drittligakader der U23, kam aber nur für die U19 zum Einsatz. Ende 2023 wurde der Vertrag in gegenseitigem Einvernehmen aufgelöst.
Im Anschluss verpflichtete der finnische Erstligist HJK Helsinki den 19-jährigen Esten. Hier spielte er aber nur im Liga-Pokal und bei der Reserve eine Rolle und verließ den Klub bereits wieder im Sommer 2024. Seitdem steht er wieder beim FC Flora Tallinn unter Vertrag.

### Nationalmannschaft
Vaher durchlief seit der U15 alle Juniorenteams des estnischen Fußballverbandes. Für die estnische U19, die er als Kapitän aufs Feld führte, bestritt er sechs Partien. Am 16. November 2022 gab er sein Debüt in der U21-Nationalmannschaft, das Debüt für A-Auswahl folgte im Januar 2024 in einem Freundschaftsspiel gegen Schweden.